# La Brède

La Brède este o comună în departamentul Gironde din sud-vestul Franței. În 2009 avea o populație de 3.773 de locuitori.

## Evoluția populației
| An        | 1975  | 1982  | 1990  | 1999  | 2006  | 2009  |
| --------- | ----- | ----- | ----- | ----- | ----- | ----- |
| Populație | 1.769 | 2.281 | 2.846 | 3.128 | 3.601 | 3.773 |